# Festivo (cómic)
Festivo o el Asesino de las Fechas es un personaje ficticio que aparece en la historia de Batman El Largo Halloween (1996-1997) por el escritor Jeph Loeb y el artista Tim Sale. El personaje es un asesino en serie que mata a miembros de la mafia de Gotham City y los oficiales corruptos en días de fiesta importantes. La verdadera identidad del asesino nunca es revelada definitivamente en la historia en sí; Alberto Falcone y Gilda Dent confiesan ser Festivo, con Gilda alegando que ella cometió los tres primeros asesinatos y que su marido Harvey asumió posteriormente.

## Biografía del personaje ficticio
Ambientado poco después de los eventos de Batman: año uno de Frank Miller, El Largo Halloween sigue la cruzada de Batman, el capitán James Gordon y Harvey Dent para derrocar a la familia mafiosa del crimen de Carmine Falcone. Al mismo tiempo, sin embargo, un asaltante misterioso comienza a matar mafiosos en días festivos, a partir de Halloween.
La identidad del asesino sigue siendo un misterio la mayor parte de la historia, pero el método es siempre el mismo. El arma del asesino es una pistola .22 (usando la tetina de goma de un biberón como silenciador) con el mango grabado y el número de serie limado, que es dejado en la escena del crimen, junto con un representativo abalorio del día festivo. Esto conduce al apodo "El Asesino de las Fechas".
La ola de crímenes de Festivo se produce durante 13 meses, con el único día festivo sin un asesinato siendo Día de los Inocentes, donde el asesino se enfrenta al Riddler pero le deja con vida en el espíritu de las fiestas, y Nochevieja donde la "víctima" más tarde aparece viva. Hay varias pistas falsas que aparecen en la historia para profundizar el misterio, pero al final, Alberto Falcone se revela que es Festivo en el Día del Trabajo, Gilda Dent confesó más tarde los tres primeros asesinatos, y Dos Caras asumió brevemente el papel.

## Principales sospechosos

### Alberto Falcone
Aunque el hijo menor de Carmine Falcone parece conocer su fin en el Año Nuevo, Alberto Falcone aparece vivo y bien en septiembre. Tras el asesinato de Sal Maroni, Falcone es capturado por Batman y Jim Gordon, confiesa todos los asesinatos de Festivo, y es condenado a muerte.
Se hace evidente que Alberto fingió su propia muerte en Noche Vieja. Varios de los asesinatos después de este punto son para encubrir este hecho. La hija de Carmine Falcone Sofia localiza a la Armería, con intenciones de descubrir quién es Festivo, pero lo encuentra muerto. El forense Jasper Dolan es asesinado porque sabe que Alberto sigue vivo. Carla Viti es asesinada mientras busca a través de los archivos de la policía acerca de Festivo, posiblemente debido a que alguna pista de que Alberto está vivo se oculta dentro. Aunque la falta de un cuerpo echó las primeras sospechas sobre Alberto, los paneles dibujados sin usar de Tim Sale cortados en los borradores iniciales mostraron a Carmine Falcone llorando sobre un cadáver en estado de descomposición después de Año Nuevo. Estas páginas fueron publicadas, sólo en forma de lápiz, en las ediciones recogidas de The Long Halloween'.
Las razones de Alberto para convertirse en Festivo son también objeto de debate. En la edición final, él afirma haber estado arremetiendo contra su padre porque nunca lo tomaba en serio o lo incluía en el negocio familiar. Alberto también parece ser adicto a la dudosa fama de ser un asesino en serie buscado, ya que parece orgulloso de sus acciones a la policía en su confesión. Además, uno de los temas en transcurso de la historia parece ser el cambio en Gotham City de una plagada de mafiosos a una montado con "monstruos", como El Joker, Hiedra Venenosa, y Dos Caras.

### Gilda Dent
Gilda Dent, esposa de Harvey Dent, confiesa (en un monólogo privado) que ella era el Festivo original, que asesinó a las tres primeras víctimas. Mientras quema la supuesta evidencia de su crimen, ella sostuvo que comenzó los asesinatos porque Harvey no podía establecerse y criar a un hijo con ella hasta que la familia del crimen Falcone fuera finalmente destruida. En la confesión de Gilda, se menciona que en Noche Vieja, ella había oído sobre la muerte de Alberto en el mar. Después, Harvey regresó a su casa con el pelo mojado, declarando que había estado nevando a pesar de que llevaba sombrero. Ella lo tomó como una señal de que el propio Harvey se había hecho cargo de matar a los miembros de la familia Falcone. Como resultado, ella dejó de matar y tomó un papel pasivo, esperando a que Harvey terminara el trabajo para que pudieran asentarse.

### Harvey Dent/Dos Caras
Harvey Dent (que se convierte en Dos Caras al final de El Largo Halloween) fue sin duda el Festivo final, como asesina a Carmine Falcone y Vernon Fields en Halloween. Si bien no hay un "marcador" para el día festivo, Dos Caras deja su moneda de dos caras. El final del libro deja abierto a la interpretación si Harvey mató a alguna de las víctimas anteriores.
Antes de su transformación, Dent es un sospechoso temprano de los asesinatos de Festivo. En el primer número de la miniserie, Batman le ofrece a Dent y Gordon un libro mayor de la caja fuerte de Falcone con una lista de los miembros de la familia, que le brinda información a Dent para rastrearlos y matarlos. Aunque el libro es una pieza crucial de evidencia, Dent no puede usarlo; es inadmisible ante el tribunal contra Falcone porque Dent tendría que revelar que Batman lo había robado.
También hay una pistola .22 que Gilda encuentra en su sótano, que Dent mantiene como evidencia. El asesino es visto grabando la pistola en un área de trabajo de un artesano; Dent también aparece teniendo una zona de trabajo con la misma disposición después.
Además, el asesinato de la banda irlandesa parece ser un acto de venganza, ya que hacen volar la casa de Dent y hieren a su esposa. Después de que Dent se convierte en Dos Caras, tanto el libro mayor y una .22 del estilo de Festivo aparecen en su maletín en su sótano. Esto lleva a Batman y Gordon a concluir que Dent era Festivo desde el comienzo.
Dent es visto como sospechoso principal por una gran parte de la historia, sobre todo por una serie de comentarios enigmáticos que él hace como decir sobre el asesinato de Johnny Viti: "Dos disparos en la cabeza. Si me lo preguntas, no le podría haber ocurrido a un mejor chico", una frase que Dos Caras dice que después de la muerte de Falcone.

## Víctimas
- Halloween - Johnny Viti (Sobrino de Carmine Falcone), que había amenazado con declarar contra su tío en un momento.
- Día de Acción de Gracias - Los Irlandeses (una banda de cinco asesinos irlandeses contratados por Falcone para matar al Fiscal de Distrito Harvey Dent).
- Nochebuena - Milos Grapa (Guardaespaldas personal de Falcone).
- Nochevieja - Alberto Falcone (Hijo de Carmine Falcone).
- Día de San Valentín - Gánsteres contratados por Maroni (los clientes inocentes del restaurante del jefe de la mafia rival Sal Maroni estaban aturdidos, pero en realidad no son asesinados por la onda expansiva producida por la explosión accidental de este asesinato particular de Festivo. Esto es confirmado como los vemos de pie o tratando de levantarse en un panel posterior. Si un inocente realmente hubiera muerto entonces Gordon no habría dicho más tarde, "Esta vez se trata de un civil." cuando Festivo asesinó al Forense Dolan en el Día de la Independencia).
- Día de San Patricio - Un gran número de hombres de Maroni.
- Día de los Inocentes - El Riddler (tiroteado, adrede ileso. Una obra de teatro sobre el tema del Día de los Inocentes).
- Día de la Madre - El Armero (propietario de una tienda que ha estado haciendo las armas de Festivo).
- Día del Padre - Luigi Maroni (Padre de Salvatore Maroni).
- Día de la Independencia - Jasper Dolan (Forense de Gotham City).
- Cumpleaños de El Romano - Carla Viti (Hermana de Falcone y madre de Johnny Viti).
- Día del Trabajo - Salvatore Maroni.
- Halloween - Carmine Falcone y Vernon Fields (asistente corrupto del fiscal de distrito Harvey Dent).